# Garé
Garé è un comune dell'Ungheria di 324 abitanti (dati 2008) situato nella contea di Baranya, nella regione Transdanubio Meridionale.